# Hauka
Hauka is een plaats in de Estlandse gemeente Kanepi, provincie Põlvamaa. De plaats heeft de status van dorp (Estisch: küla) en telt 29 inwoners (2021).
Tot in oktober 2017 behoorde Hauka tot de gemeente Valgjärve. In die maand werd Valgjärve bij de gemeente Kanepi gevoegd.

## Geschiedenis
Hauka werd voor het eerst genoemd in 1582 onder de naam Kormier. In 1585 dook de naam Hauko Tyn op voor een boerderij op het landgoed van Valgjärve. Tot in de 17e eeuw bestonden beide namen naast elkaar. In 1722 werd Hauka genoemd als dorp (Haucka Dorff).
In 1977 werd een deel van het buurdorp Aiaste bij Hauka gevoegd.